# Klaus Eberlein

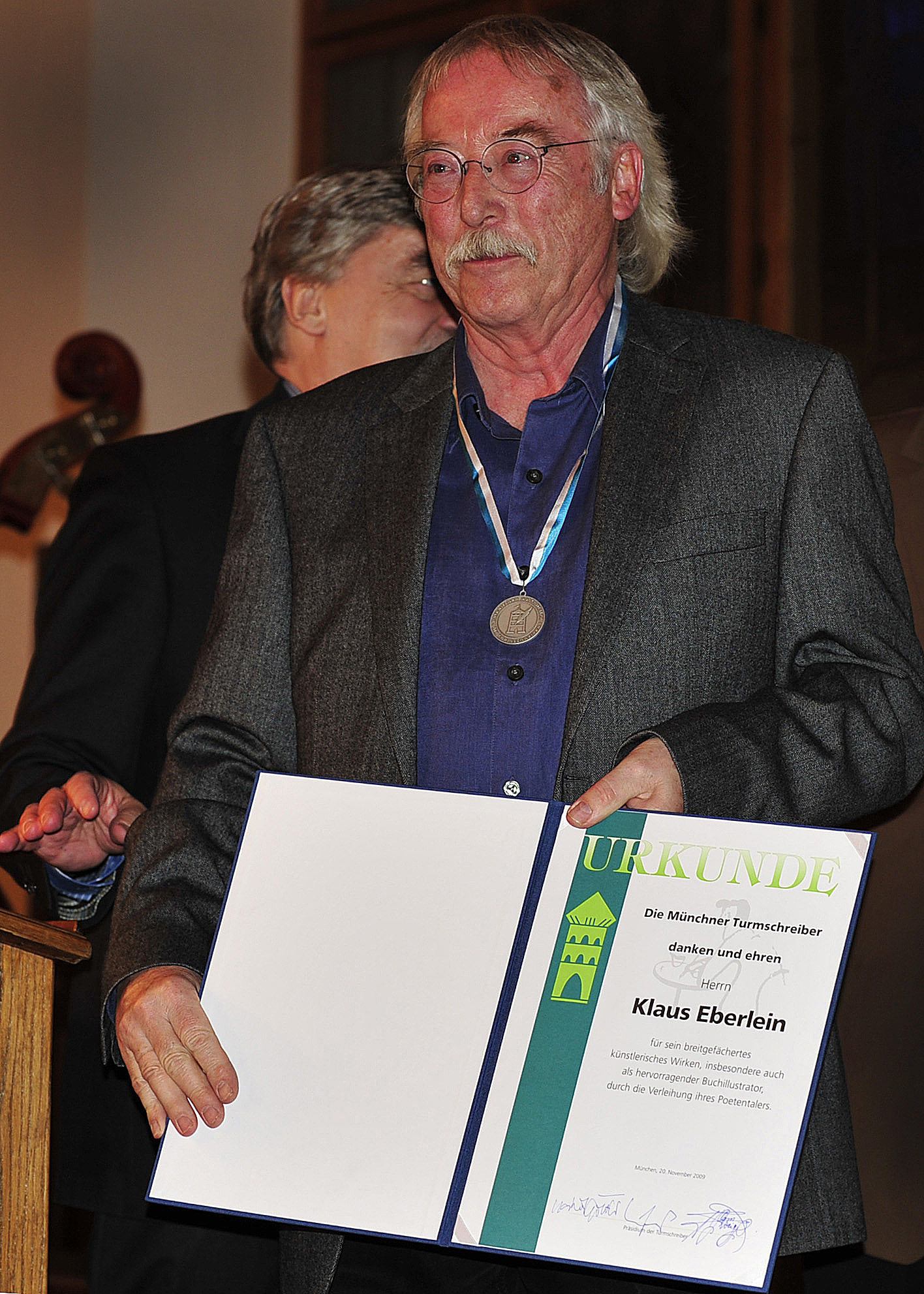
Klaus Eberlein, Poetentaler-Verleihung, 2009

Klaus Eberlein (* 9. Februar 1941 in München; † 6. Juni 2023 in München) war ein deutscher Grafiker, Illustrator und Keramik-Plastiker.

## Leben und Wirken
Klaus Eberlein wurde 1941 in München als Sohn eines Buchhändlers geboren. Er absolvierte zunächst eine Ausbildung zum Chromolithographen. Von 1962 bis 1968 besuchte er die Akademie der Bildenden Künste München, ab 1968 war er Meisterschüler von Hermann Kaspar mit abschließendem Diplom der Akademie.
Eberlein war Mitglied im Verein für Original-Radierung, der Künstlervereinigung Dachau und der Künstlervereinigung Münchner Zeichner. 2013 wurde er in die Süddeutsche Literatenvereinigung Münchner Turmschreiber aufgenommen.
Klaus Eberlein war verheiratet und Vater einer Tochter.

## Preise und Stipendien
- Stipendium der Danner'schen Stiftung
- Preis der Internationalen Buchkunstausstellung in Leipzig[2]
- für Illustration zu den Aesop-Fabeln 1977
- für Illustration zum „Ritter von Ayst“ 1989
- 1982: Stipendium der Richard-Seewald-Stiftung, Schweiz
- 2006: 1. Preis für Skulptur, Kulturförderverein Würmtal
- 2009: Bayerischer Poetentaler
- 2010: 1. Preis für Fotografie der SZ-Timeline Images

## Publikationen (Auswahl)
Illustrationen zu:
- A. Tchechow: Die Hexe. Edito-Service, Schweiz 1968.
- N. Gogol: Sämtliche Erzählungen. Edito-Service, Schweiz 1969.
- H. Hesse: Knulp, Demian, Narziß und Goldmund. Edito-Service, Schweiz 1970.
- I. Silone: Fontamara. Edito-Service, Schweiz 1971.
- L. Feuchtwanger: Jefka und seine Töchter. Edito-Service, Schweiz 1972.
- Fabeln des Aesop. Maximilian-Dietrich-Verlag, Pressendruck, 1972.
- Else-Lasker-Schüler: Mein blaues Klavier. Fuchstaler-Presse, Pressendruck, 1983.
- C. O. Renner: Der Ritter von Ayst. Verlagsanstalt Bayerland, 1986, ISBN 3-922394-61-2.
- J. W. von Goethe: Juristische Abhandlung über die Flöhe. Fuchstaler Presse, Pressendruck, 1987.
- Genesis: Schöpfungsgeschichte der Erde. Fuchstaler Presse, Pressendruck, 1988.
- N. Göttler: Drachenfreiheit. Ehrenwirth-Verlag 1993, ISBN 3-431-03303-2.
- M. Groißmeier: Zwiegespräch mit einer Aster. Edition C.Visel, 1994, ISBN 3-922406-61-0.
- N. Göttler: Das Schweigen der Greisin. Arcos-Verlag, 1995, ISBN 3-9803285-8-9.
- P. Wiechmann: Erinnerungen sind Geschichten. Kellerpresse, Pressendruck, 2000.
- N. Göttler: Die Pfuscherin. Verlagsanstalt Bayerland, 2000, ISBN 3-89251-293-0.
- N. Göttler: Dachauer Impressionen. Verlagsanstalt Bayerland, 2003, ISBN 3-89251-331-7.
- N. Göttler: Roter Frühling. Verlag St.Michaelsbund, 2004, ISBN 3-920821-42-4.
- A. Schweiggert: Mädchenfrauenmädchen. Maximilian-Dietrich-Verlag, 2005, ISBN 3-87164-152-9.
- S. Heuck: Das Geheimnis des Windes. Verlag St.Michaelsbund, 2009, ISBN 978-3-939905-41-7.
- E. Jooß: Die lange Nacht des Vogelfängers. Verlag St.Michaelsbund, 2011, ISBN 978-3-939905-77-6.
- G. Holzheimer: Soviel Licht. Verlagsanstalt Bayerland, 2012, ISBN 978-3-89251-435-0.
- N. Göttler: Nachtstücke. Turmschreiberverlag, 2013, ISBN 978-3-938575-31-4.
- E. Stadler: Künstlerrefugien in Dachau. Museumsverein Dachau, 2014, ISBN 978-3-926355-22-5.
- M. Groißmeier: Haikus. Museumsverein Dachau, 2018, ISBN 978-3-926355-23-2.
- N. Göttler: Herbstwindwischpara. Allitera-Verlag, 2018, ISBN 978-3-96233-046-0.
- Turmschreiber. Geschichten, Gedanken, Gedichte. Volkverlag, 2018, ISBN 978-3-86222-292-6.
- N. Göttler: Roter Frühling. Allitera-Verlag, 2018, ISBN 978-3-96233-047-7.

Kinderbuchillustrationen
- K. Lütgen: Der beste Doktor weit und breit. Georg-Bitter-Verlag, 1970, ISBN 3-7903-0006-3.
- A. M. Matute: Yungo. Georg-Bitter-Verlag, 1970, ISBN 3-7903-0128-0.
- K. Eberlein: Das Tierhaus. Anette-Betz-Verlag, 1971, ISBN 3-7641-0906-8.
- P. Wiechmann: Der Frosch der in die Ferne will. Kellerpresse, Pressendruck, 1977.
- K. Eberlein: Nickl möchte Zoodirektor werden. Parabel-Verlag, 1979, ISBN 3-7898-0804-0.
- R. Naegele: Vakanz beim Opa. Maximilian-Dietrich-Verlag, 1984, ISBN 3-87164-110-3.
- H. Plate: Als der Mensch das Feuer stahl. Georg-Bitter-Verlag, 1987, ISBN 3-7903-0348-8.
- F.X. von Schönwerth: Der singende Baum. Volkverlag, 2019, ISBN 978-3-86222-291-9.

## Ausstellungen/Auswahl
- 1965: Internationale Jugendbibliothek, München
- 1966: Haus der Kunst, München (u. mehrmalige Beteiligung)
- 1971: Internationale Buchkunstausstellung, Leipzig (Auch 1977) / Biennale der Illustration, Bratislava
- 1978: Museum für Kunst und Geschichte, Freiburg
- 1979: Art 10, Basel, Schweiz / Xylon 8, Fribourg
- 1982: Auswärtiges Amt, Bonn / Städtische Galerie, Rosenheim
- 1984: Gravures sur Bois, Saint-Die, Frankreich / McKissik Museum, Columbia, USA
- 1984: Goethe-Institut, Atlanta, USA
- 1986: Kunsthaus zur Linde, Naters, Schweiz
- 1988: Glasgow Print Studio, Glasgow, Schottland
- 1989: Wäinö Aaltonen-Museum, Turku, Finnland
- 1991: 2. Biennale IMPREZA 91, Ivano-Frankivsk, Ukraine
- 1992: Bibliotheque Nationale, Luxembourg
- 1995: Universitätsbibliothek, Berlin
- 1996: Galerie Franz-Kafka, Prag, Tschechoslowakei
- 1998: Galerie de l'ecole, Loye, Schweiz
- 1999: Städtisches Museum, Marienbad, Tschechoslowakei
- 2000: Frankfurter Buchmesse "Buchjuwelen"
- 2001: Gutenberg Museum "Druckladen", Mainz
- 2003: Rathausgalerie, Landshut
- 2004: Galerie der Stadt Karjaa, Finnland
- 2005: Buchdruckmuseum, druck-werk, Dornbirn, Österreich
- 2006: Kunstverein Eisenturm, Mainz
- 2008: Dialog mit poln. Künstlern, Krzesowice, Polen
- 2010: Cafe Mylnek, Krakau, Polen  / Galerie na Pietrze, Zabierzow, Polen
- 2011: Bezirksmuseum Dachau
- 2012: Galerie Meautis, München
- 2013: Francois Villon Buchillustrationen, Staatsbibliothek Köln
- 2015: Vauxhall Galerie Krzesowice, Polen
- 2016: Landratsamt München, 125 Jahre Verein für Originalradierung, München
- 2017: Dom Polinii Galerie Krakau, Polen
- 2018: Elektrownia Contemporary Art Gallery Czeladz, Polen
- 2019: Abtei von Hebdow, Polen
- 2019: RAUS, 100 Jahre Künstlervereinigung, Dachau

## In Sammlungen vertreten
- Graphische Sammlung, München
- Bayerische Staatsbibliothek, München
- Staatsgemäldesammlung, München
- Germanisches Nationalmuseum, Nürnberg
- Deutsche Bibliothek, Frankfurt
- Deutsche Bücherei, Leipzig
- Universitätsbibliothek, Heidelberg
- Diözesanmuseum, Regensburg
- Sächsische Landesbibliothek, Dresden
- Kunstsammlung der Veste Coburg
- Claudius-Archiv, Marburg
- Städtisches Museum, Mönchen-Gladbach
- Sammlung L.G. Buchheim, Bernried
- Institut für Kunstgeschichte (LMU), München
- Auswärtiges Amt, Bonn
- Staatsbibliothek Hamburg
- Museum der Stadt Troisdorf
- Stuttgarter Staatsbibliothek
- Ministerium für Wissenschaft und Kunst,
- Baden-Württemberg, Kreismuseum Peine
- Museumsverein Dachau,  Landratsamt, Dachau
- Kunstsammlungen der Städte:
- München, Ulm, Worms, Rosenheim, Dachau,
- Wittlich, Dornbirn, Eschwege, Wuppertal.
- Rijksmuseum Merrmanno-Westreenianum, Den Haag
- Museum of Jewish Art, Jerusalem
- Else-Lasker-Schüler-Archiv, Jerusalem
- Wirtschaftsministerium, Saudi-Arabien
- British Library, London
- Bibliotheque Nationale, Luxembourg,
- Vatikanische Sammlungen, Rom
- Casa di Goethe, Rom
- Vorarlberger Landesbibliothek,
- U.&R. Seewald – Stiftung, Ascona
- Städtisches Museum Marienbad, Tschechien
- Österreichische Nationalbibliothek, Wien